# Тіло у вогні
«Тіло у вогні» (ісп. El cuerpo en llamas) — іспанський мінісеріал 2023 року у жанрі трилера та створений компанією Arcadia Motion Pictures. В головних ролях — Урсула Корберо, Кім Ґутьєррес, Хосе Мануель Поґа. Серіал вийшов на Netflix 8 вересня 2023 року. Серіал має 1 сезон. Завершився 8-м епізодом, який вийшов у ефір 8 вересня 2023 року.

## Сюжет
Знайдено спалені рештки вбитого поліцейського. У центрі уваги опиняються двоє інших співробітників — його дівчина та її коханець. На основі реальних подій.

## Головні
| Актор             | Роль                  |
| ----------------- | --------------------- |
| Урсула Корберо    | Роза Пераль           |
| Кім Ґутьєррес     | Альберт Лопез         |
| Хосе Мануель Поґа | Педро Родрігес        |
| Ісаак Ферріс      | Хав’єр «Хаві» Герреро |
| Ева Льорач        | Естер Варона          |

### Повторювані
| Актор           | Роль                 |
| --------------- | -------------------- |
| Пеп Тосар       | Хуан                 |
| Мамен Дуч       | Розмарі              |
| Гійомар Каяду   | Софія Герреро Пераль |
| Альфонс Нієто   | Хуанхо               |
| Кім Авіла       | Алекс                |
| Сергі Цервера   | Нестор               |
| Пеп Амброс      | Едуард               |
| Айна Клотет     | Сільвія              |
| Юлія Труйоль    | Альмудена «Альму»    |
| Алейда Торрент  | Вейн                 |
| Бруно Севілья   | Альваро              |
| Мерічель Кальво | Кармен               |
| Оскар Дорта     | Альфонсо             |
| Іван Моралес    | Джерард              |
| Анна Молінер    | Монсе                |
| Девід Бахес     | Томас                |

## Сезони
| Сезон | Епізоди | Епізоди | Оригінальний показ | Оригінальний показ | Оригінальний показ |
| Сезон | Епізоди | Епізоди | Перший показ       | Останній показ     | Мережа             |
| ----- | ------- | ------- | ------------------ | ------------------ | ------------------ |
| 1     | 8       | 8       | 8 вересня 2023     | 8 вересня 2023     | Netflix            |

## Список серій

### Сезон 1 (2023)
| № | # | Назва                                  | Режисер           | Сценарист                         | Перший ефір у США |
| --- | - | -------------------------------------- | ----------------- | --------------------------------- | ----------------- |
| 1 | 1 | «Резервуар» «El pantano»               | Хорхе Торрегросса | Лаура Сарм'єнто                   | 8 вересня 2023    |
| На тлі запеклої боротьби за опіку над дитиною Роса Пераль отримує жахливу звістку — тіло її хлопця знайшли в згорілому авто.                                  |   |                                        |                   |                                   |                   |
| 2 | 2 | «Дві Роси» «Dos Rosas»                 | Хорхе Торрегросса | Лаура Сарм'єнто                   | 8 вересня 2023    |
| Розслідування триває, а Роса наполягає на тому, що в убивстві винен її колишній чоловік Хаві. Картина її минулого починає набувати тривожних відтінків.       |   |                                        |                   |                                   |                   |
| 3 | 3 | «Падіння» «La caída»                   | Хорхе Торрегросса | Лаура Сарм'єнто, Едуард Сола      | 8 вересня 2023    |
| Роса применшує важливість своїх стосунків з Альбертом перед поліцією, але жорстокий випадок у минулому вказує на складні й незрозумілі зв’язки між ними.      |   |                                        |                   |                                   |                   |
| 4 | 4 | «Різдво» «Navidad»                     | Лаура Мана        | Лаура Сарм'єнто, Едуард Сола      | 8 вересня 2023    |
| Розрив Роси й Хаві був складнішим, ніж здавалося. Стає відомо про роль Педро, а любовний трикутник перетворюється на квадрат.                                 |   |                                        |                   |                                   |                   |
| 5 | 5 | «Любов» «El amor»                      | Лаура Мана        | Лаура Сарм'єнто, Хосе Луіс Мартін | 8 вересня 2023    |
| Докази свідчать про нездорові стосунки Педро й Роси. Починає проявлятися повна картина, а слідчі знаходять вагому зачіпку.                                    |   |                                        |                   |                                   |                   |
| 6 | 6 | «Неможливе» «Lo imposible»             | Лаура Мана        | Лаура Сарм'єнто                   | 8 вересня 2023    |
| Поліція робить свій хід, Роса привертає увагу ЗМІ, але в неї є останній козир у рукаві. Стає відомо про випадок із Педро й Хаві.                              |   |                                        |                   |                                   |                   |
| 7 | 7 | «Віч-на-віч» «Frente a frente»         | Хорхе Торрегросса | Лаура Сарм'єнто, Карлос Лопес     | 8 вересня 2023    |
| Починається суд. Тиск зростає, поки окружний прокурор розглядає нові докази й важливі свідчення. Хаві погоджується дати інтерв’ю на телебаченні.              |   |                                        |                   |                                   |                   |
| 8 | 8 | «1 травня 2017-го» «1 de mayo de 2017» | Хорхе Торрегросса | Лаура Сарм'єнто                   | 8 вересня 2023    |
| Поліція розповідає про останні години життя Педро та наслідки, які вони спричинили в житті Роси й Альберта. Усе готово до винесення вердикту судом присяжних. |   |                                        |                   |                                   |                   |